# Debby Boone
Deborah Ann "Debby" Boone, född 22 september 1956 i Hackensack, New Jersey, är en amerikansk sångerska och skådespelerska. Hon är dotter till Pat Boone. 
Debby Boone slog igenom 1977 med låten "You Light Up My Life", som toppade Billboard Hot 100 och gav henne en Grammy för bästa nya artist. Under hennes karriär har hennes stil skiftat från popmusik till country och kristen musik.
Boone är sedan 1979 gift med Gabriel Ferrer, även han medlem i en känd underhållarfamilj - som son till José Ferrer och Rosemary Clooney och bror till skådespelarna Miguel Ferrer och Rafael Ferrer samt kusin till George Clooney.
2005 spelade Boone in en hyllningsskiva till sin svärmor, Reflections of Rosemary.

## Diskografi
- 1977 – You Light Up My Life
- 1978 – Midstream
- 1979 – Debby Boone
- 1980 – Love Has No Reason
- 1980 – With My Song...
- 1981 – Savin' It Up
- 1983 – Surrender
- 1985 – Choose Life
- 1987 – Friends for Life
- 1989 – Be Thou My Vision
- 1989 – Home for Christmas
- 2005 – Reflections of Rosemary
- 2013 – Swing This